# Uso racional del agua

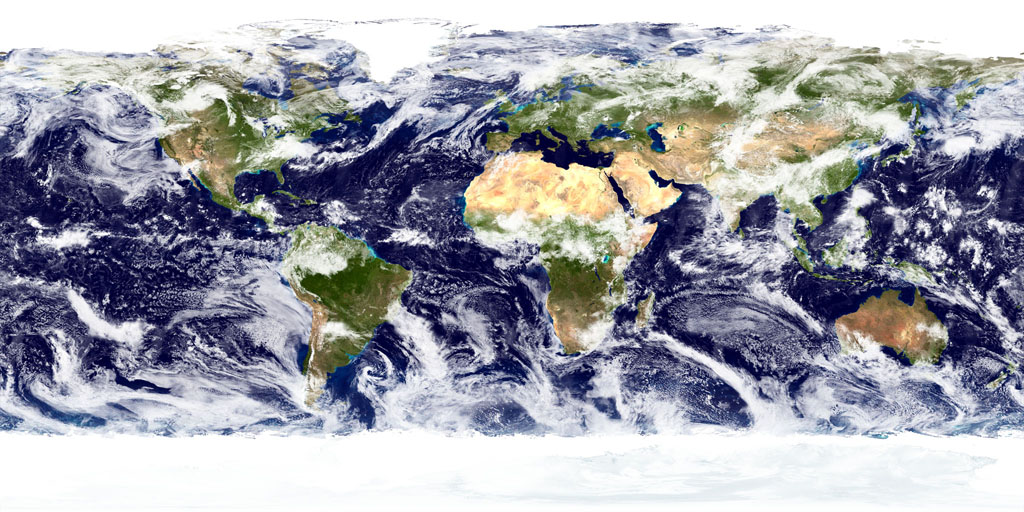
El agua cubre el 70 % de la superficie terrestre.

El uso racional del agua se trata del control y gestión del consumo de esta. Es un concepto incluido en la política  de gestión de los recursos naturales renovables y asociado a un desarrollo sostenible que debe permitir el aprovechamiento de los recursos. En el caso del agua, debe garantizar su calidad evitando su degradación, con el objeto de no comprometer ni poner en riesgo su disponibilidad futura. Estos principios se aplican en proyectos de ingeniería, arquitectura, urbanismo y agricultura que esté concebido en el marco de la protección, cuidado y conservación de los recursos naturales.  

## El agua dulce, un recurso escaso
El agua es indispensable para toda la humanidad, así como para todos los seres vivos que habitan el planeta Tierra. De ella no solo dependemos para vivir, sino que es esencial para el desarrollo de alimentos así como para un desarrollo económico sostenible. La hace especialmente relevante el hecho de que sin agua es completamente imposible que se dé vida, además es lo primero que se tiene en cuenta a la hora de buscar vida fuera de nuestro planeta. En la Tierra, donde el agua es un bien real, su uso adecuado y sostenible permite el desarrollo económico, por el contrario el difícil acceso a agua potable provoca enfermedades y diezma poblaciones.
No obstante, una gran porción de esta agua es salada, como consecuencia del proceso de salinización sufrido al infiltrarse entre los minerales de la corteza terrestre. En un balance general, de los 1400 millones de km³ de agua en el mundo, sólo 33 millones son de agua dulce. De esta cantidad habría que descontar el 87,3 % que está en forma de hielo en los casquetes polares y glaciares, y el 12,3 % que constituye el agua subterránea. Queda tan sólo un 0,4 % de agua utilizable, en volumen 140.000 km³. Esta cantidad, a su vez, está en incesante movimiento de evaporación - escorrentía, en el fenómeno denominado ciclo hidrológico o ciclo del agua. Por lo tanto, la cantidad de agua realmente aprovechable es muy pequeña, y sometida además a numerosas fuentes de contaminación, por lo que debe ser utilizada racionalmente.
Por otra parte están las redes de alcantarillado. El hecho de que aguas fecales o simplemente agua desechada circule por el mismo lugar por donde lo hacen las personas supone un elevado riesgo para la salud de éstas, aumentando el nivel de enfermedades y dificultando el desarrollo de la población afectada.
La inversión en infraestructura, ya sea alcantarillado para encauzar las aguas desechadas, como facilitar el acceso a agua potable a la totalidad de la población del planeta, son aspectos en los que se debe incidir para que el agua se convierta en un derecho y deje de ser un privilegio.

## Arquitectura sustentable
La arquitectura sustentable es una de las disciplinas que buscan introducir nuevos sistemas e instalaciones dentro de los edificios para conseguir un uso racional del agua.
Los edificios sustentables incorporan estrategias de proyecto no sólo con vistas al confort y el ahorro de energía, sino también al aprovechamiento y reutilización del agua.
A nivel mundial, la OMS estima que el 40 % del agua potable se utiliza para el funcionamiento del sistema sanitario en edificios, con un alto desperdicio. Debido a esto, en un primer momento se restringió dicho derroche mediante dispositivos manuales y automáticos en los artefactos sanitarios. Aun así el consumo sigue creciendo.
El diseño sustentable incorpora en los edificios sistemas que recojan, acumulen y distribuyan el agua de lluvia. Después de ser utilizada con fines no potables, es separada en drenajes específicos, que las conducen a tanques de tratamiento para luego volver a mezclarlas con el agua de lluvia. De esta forma, salvo el agua para beber, la higiene y cocinar, el resto entra en un ciclo de permanente reciclado.
Debido a que se requiere energía para el funcionamiento de las bombas de agua que se precisan para la utilización de esta agua, pueden incorporarse también generadores solares fotovoltaicos que eviten el consumo eléctrico.
La función de los sistemas hidráulicos de los edificios sustentables es aprovechar el agua pluvial, reutilizar los efluentes después de un tratamiento biológico por las raíces del jardín, y utilizar dispositivos economizadores en los principales puntos de utilización.
Las aguas pluviales pueden ser colectadas y los efluentes con bajo contenido de materia orgánica (aguas grises), debidamente tratados pueden ser un suministro complementario al sistema del agua potable. Pero requieren un sistema independiente para los diferentes puntos de utilización.
Es conveniente, cuando se zonifican los diversos ambientes de un edificio, conseguir concentrar en núcleos húmedos los servicios sanitarios. En caso de un edificio en altura pueden conseguirse varios núcleos húmedos, con la condición de concentrarlos en vertical. De esta forma se minimizan los recorridos por muros y tabiques y se los agrupa en plenos que contienen las montantes de (agua fría y caliente, desagües y ventilaciones). En caso de viviendas unifamiliares, se crea una zona húmeda con la cocina, lavadero y baño. Esta concentración permite la racionalización y economía de las instalaciones. 
Así el sistema hidráulico de un edificio utiliza tres depósitos: 
- agua pluvial
- efluentes tratados
- agua potable de la red urbana

Un sistema de recolección y aprovechamiento del agua pluvial consiste básicamente en conducir el agua de lluvia de los techos por medio de canalizaciones (canaletas, pluviales, gargantas, bocas de lluvia, etc) hacia equipos de filtrado y depósitos de almacenamiento o cisternas.
El agua almacenada es bombeada hacia un depósito superior para que luego por gravedad abastezca los núcleos húmedos. Esta agua tratada no debe ser utilizada para beber debido al riesgo de concentración de contaminantes en el agua colectada.
El agua pluvial colectada puede destinarse a la descarga sanitaria de inodoros y urinarios, piletas de lavar y lavarropas electromecánicos. Podría también utilizarse como suministro alternativo para el depósito destinado al sistema de calefacción o para el riego de jardines. Siempre debe estar claramente indicado en grifos, válvulas y cañerías el uso que debe darse a esta agua tratada.
La atmósfera de zonas urbanas no son limpias y es usual que contengan contaminantes tóxicos en suspensión y depositadas en techos, cubiertas y azoteas. Cuando llueve estas son arrastradas al sistema pluvial. Son usuales:
- Dióxido de azufre (SO2)
- Óxidos de nitrógeno (NO)
- Polvo
- Hollín
- Hidrocarburos

Por esto se recomienda el descarte de los primeros milímetros de lluvia. Son sistemas que no se encuentran en el mercado y deben diseñarse al efecto por los profesionales responsables del proyecto de las instalaciones del edificio.

### Entidades y organismos relacionados
- ASADES - Asociación Argentina de Energías Renovables y Ambiente
- ISES - International solar energy association (Asociación internacional de energía solar).
- PLEA - Passive Low Energy Architecture. Asociación de arquitectura pasiva y de baja energía.